# Wincenty Kawalec
Wincenty Władysław Kawalec (ur. 31 października 1914 w Męczennicach, zm. 25 stycznia 1991 w Warszawie) – polski ekonomista i polityk. Prezes Głównego Urzędu Statystycznego w latach 1965–1972 i minister pracy, płacy i spraw socjalnych (1972–1974).

## Życiorys
Syn Józefa i Józefy. W 1935 zdał egzamin maturalny w Sosnowcu. Uzyskał wykształcenie wyższe, w tym stopień doktora. Otrzymał tytuł profesora nadzwyczajnego nauk ekonomicznych. W 1939 ranny w wojnie obronnej, następnie w niewoli niemieckiej. W 1943 uciekł z obozu jenieckiego w Dössel. W latach 1945–47 kierownik powiatowego oddziału Spółdzielni „Społem” w Starachowicach. Następnie dyrektor Biura Regionalnego Państwowej Komisji Planowania Gospodarczego na województwo kieleckie (1948–49).
W 1945 wstąpił do Polskiej Partii Socjalistycznej, a następnie do Polskiej Zjednoczonej Partii Robotniczej. Zastępca przewodniczącego Prezydium Wojewódzkiej Rady Narodowej w Kielcach w latach 1950–1953, jednocześnie pełnił funkcję przewodniczącego Wojewódzkiej Komisji Planowania Gospodarczego. W okresie od 1953 do 1962 był dyrektorem departamentu w PKPG i w Komisji Planowania przy Radzie Ministrów.
W latach 1965–1972 był prezesem Prezes Głównego Urzędu Statystycznego. Od marca 1972 do 21 listopada 1974 był ministrem pracy, płac i spraw socjalnych w rządzie Piotra Jaroszewicza.
Otrzymał m.in. Order Sztandaru Pracy II klasy (1969), Złoty Krzyż Zasługi (1954), Medal 10-lecia Polski Ludowej (1954)Złoty Medal „Za zasługi dla obronności kraju” (1973), Złotą odznakę honorową "Za Zasługi dla Warszawy" (1965) oraz Odznakę Honorową I stopnia „Za szczególne zasługi dla rozwoju województwa bydgoskiego” (1969).

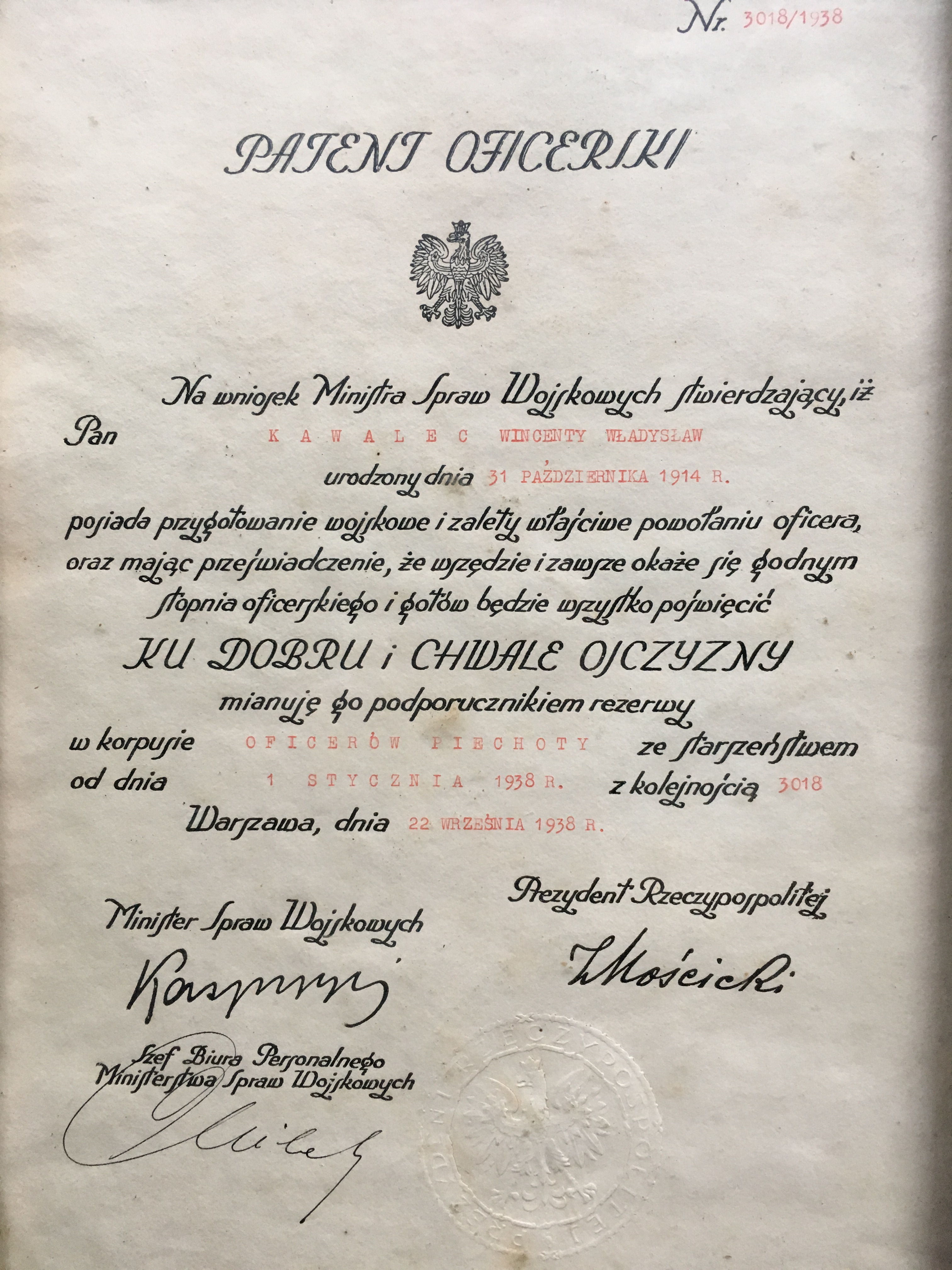
Patent oficerski z 1938 r.

W ramach serii wydawniczej Biblioteka Żółtego Tygrysa opublikował wspomnienia z ucieczki z niemieckiej niewoli − „Pięćdziesięciu z Dössel”.